# Barthold Christian Beseler
Barthold Christian Beseler (* 4. Oktober 1789 in Rendsburg; † 15. Oktober 1821 ebenda) war ein deutscher Glockengießer.

## Leben und Wirken
Barthold Christian Beseler war ein Sohn von Barthold Jonas Beseler dem Jüngeren und dessen Ehefrau Anna Elisabeth Dose. Der Großvater Barthold Jonas Beseler der Ältere hatte 1757 in Rendsburg eine Gießerei für Glocken und Geschütze eröffnet, die sein Vater zum 1. Januar 1789 übernommen hatte. 
Barthold Christian Beseler übernahm die Hütte 1809 von seinem Vater und führte damit die Tradition der Glockengießerfamilie Beseler erfolgreich fort. Da er bis Lebensende unverheiratet blieb und kinderlos starb, übernahm sein Bruder Jakob Friedrich Beseler ab 1821 die Gießerei.